# Мариани, Камилло
Камилло Мариани (итал. Camillo Mariani; 1567, Виченца — 6 июля 1611, Рим) — итальянский скульптор, живописец и архитектор, произведения которого объединили художественные традиции Венеции и Рима, способствуя формированию стиля итальянского барокко XVII века.

## Жизнь и творчество
Камилло Мариани родился в 1565 году в Виченце, область Венето. Его отец Антонио Мариани, уроженец Сиены в регионе Тоскана, бежал в Венето после захвата Сиены Флоренцией в 1555 году. Камилло получил художественное образование в созданной в Виченце мастерской живописца-декоратора и скульптора Лоренцо Рубини и его сыновей Агостино и Виджилио. Испытал влияние скульптора-маньериста венецианской школы Алессандро Витториа.
Около 1584 года Камилло Мариани вместе с Агостино Рубини сотрудничал с Андреа Палладио по оформлению театра Олимпико в Виченце. Среди его наиболее важных работ — шесть статуй в натуральную величину, изображающих членов семьи Корнаро, выполненных для виллы Корнаро в Пьомбино-Дезе (провинция Падуя). В стилевом отношении, по выразительности движений, статуи близки работам Алессандро Витториа.
Поработав с другими известными скульпторами региона в Виченце, Мариани приступил к созданию трёх статуй — Эола, Прозерпины и Гименея — возвышающихся на балюстраде кровли Библиотеки Марчиана архитектора Якопо Сансовино на площади Сан-Марко в Венеции. (Увы, Гименей был разрушен, когда в 1902 году рухнула близлежащая колокольня базилики Сан-Марко).
В 1597 году Камилло Мариани переехал в Рим. В 1600 году он был принят в члены «Папской Академии виртуозов в Пантеоне» (итал. Pontificia Insigne Accademia di Belle Arti e Letteratura dei Virtuosi al Pantheon), старейшей общественной организации города; в 1604 году Мариани стал членом Академии Святого Луки.
Он выполнил множество престижных заказов в Риме для пап Климента VIII и Павла V, в том числе статуи для капеллы Климента VIII в базилике Святого Петра; позднее — четыре фигуры ангелов для передвижного кивория Святого Петра. Он выполнил другие крупные скульптурные работы для Латеранской базилики, Пантеона, римских церквей Санта-Мария-сопра-Минерва и Санта-Мария-Маджоре. Однако шедеврами его римского периода считаются восемь лепных фигур святых, созданных для церкви Сан-Бернардо-алле-Терме (ок. 1600 г.). Эти фигуры, по словам историка, «демонстрируют его важность для развития раннего барокко… Мариани поднял искусство лепной скульптуры на беспрецедентное положение в Риме».
Мариани умер в Риме в 1611 году в возрасте сорока шести лет, похоронен в церкви Санта-Сусанна. Его ранняя смерть оборвала его растущую репутацию и влияние в римских художественных кругах.

## Галерея
- Аллегория Церкви. Санта-Мария-сопра-Минерва, Рим. 1603—1608. Мрамор
- Обезьяна с детёнышем. 1595—1596. Бронза. Метрополитен-музей, Нью-Йорк